# Farnabaz III.
Farnabaz III., grč. Φαρνάβαζος; „Pharnabazus“ (oko 370. – 320. pr. Kr.), bio je perzijski satrap koji se borio protiv Aleksandra Makedonskog.

## Životopis

### Mladost
Farnabaz III. bio je sin Artabaza II., satrapa pokrajine Frigije. Ipak, bio je prognan nakon neuspješne pobune protiv Artakserksa III. 358. pr. Kr. Njegova obitelj premještena je u Makedoniju kojom je vladao Filip II. Farnabaz je bio obiteljski vezan uz Memnona s Rodosa, čija je sestra bila Artabazova žena, dok se Memnonov brat oženio Artabazovom kćeri odnosno Farnabazovom sestrom Barsinom. Farnabaz III. i Memnon su kasnije dobili dopuštenje da se vrate u Perzijsko Carstvo, gdje je Memnon dobio zapovjedništvo nad perzijskom mornaricom, a Farnabaz je služio kao njegov pomoćnik.

### Rat protiv Aleksandra
Kada je Aleksandar Makedonski pokrenuo napad na Perzijsko Carstvo, Memnon je uspješno branio strateški važan grad Halikarnas što je omogućilo da Perzijanci dobiju na vremenu odnosno da pregrupiraju svoje snage. Memnon i Farnabaz III. tada su pokušali onemogućiti Aleksandrove opskrbne linije osvajajući otoke u Egejskom moru pokraj Dardanela, te poticanjem unutrašnjih pobuna u Grčkoj. Spartanski kralj Agis III. i atenski državnik Demosten organizirali su snage koje su trebale osloboditi Grčku od makedonskog utjecaja. Memnon i Farnabaz zauzeli su otoke Kos i Hios, no prilikom opsade Mitilene, glavnog grada otoka Lezbos, Memnon je umro od groznice. Nakon toga zapovjedništvo nad vojskom preuzima Farnabaz III., kojem pomaže Autofradat. Njihove snage zauzele su Mitilenu i otok Tenedos pri čemu su ostvarili kontrolu nad Dardanelima. Farnabaz je kasnije uspostavio utvrđeni logor pokraj Halikarnasa čime je prijetio Aleksandrovoj opskrbi jer je učinio luku nedostupnom za neprijatelja. Također, zauzeo je Samotraku, Sifnos i Andros, te je zaplijenio sve grčke opskrbne brodove. Ipak, nakon što je perzijski vladar Darije III. poražen u bitci kod Isa, Farnabaz III. je postao posve izoliran na svojim pozicijama. Spartanski kralj Agis III. odustao je od pobune, a Farnabazova vojska počela je dezertirati nakon čega je njegova oslabljena mornarica poražena je kraj Hiosa dok je sam Farnabaz III. bio zarobljen. Nakon što su ga odveli kod Aleksandra, uspio je pobjeći te se sklonio na Kos.

### Starost
Što se dogodilo nakon Farnabazova bijega danas nije poznato, budući kako postoji praznina u povijesnim dokumentima. Ipak, pretpostavlja se kako se Farnabaz predao Aleksandru budući kako se njegova sestra Artonis udala za Aleksandrovog generala Eumena. Povijesni izvori govore kako je Farnabaz III. vodio Eumenovu konjicu u bitci u kojoj su 321. pr. Kr. poraženi Krater i Neoptolem.

## Poveznice
- Perzijsko Carstvo
- Artakserkso III.
- Aleksandar Makedonski

## Vanjske poveznice
- Farnabaz III. (Livius.org)  Arhivirana inačica izvorne stranice od 26. veljače 2009. (Wayback Machine)